# 3D SEX & 禅
『3D SEX & 禅』（原題: 3D肉蒲團之極樂寶鑑）は、2011年の香港の3Dポルノ映画である。

## キャスト
役名、俳優、日本語吹替。
- 未央生 - 葉山豪（茶花健太）
- 玉香 - レニー・ラン（中国語版）（木下紗華）
- 寧王 - トニー・ホー（中国語版）
- 瑞珠 - 原紗央莉（坂井恭子）
- 冬梅 - 周防ゆきこ（合田絵利）
- 極楽老人 - ヴォニー・ルイ（間宮康弘）
- 地缺 - ティン・カイマン（岩崎正寛）

## 製作
李漁による好色文学『肉蒲団』を原作としている。1991年の『SEX&禅/中国絶倫珍珍秘伝』のプロデューサーであるスティーブン・シュウが今作でも製作を務めている。当初、「香港初のIMAX3Dエロティック映画」として進められていたが、本作の内容を判断したアイマックス側によりIMAX公開は拒否された。キャストには日本のAV女優も含まれている。スティーブン・シュウはこの映画について、「（この映画は）誰かのベットを近くからのぞき見るようなものだ」と笑いながら説明した。

## 公開
香港でのレイティングはカテゴリーIIIに指定され、スティーブン・シュウは香港映画の主要市場である中国では上映禁止になる可能性があると語った。その後製作側は、検閲をパスし、幅広い地域で公開できるように様々なバージョンを作ると発表した。

## 興行収入
香港では公開初日に279万ドル（35万1000米ドル）を売り上げ、2009年の同国の『アバター』の初日成績250万ドルを上回った。公開4日間では1310万4982ドルを売り上げた。2011年6月15日には4000万ドル（500万米ドル）に達した。